# 乱塊法
乱塊法（らんかいほう）とはフィッシャーの3原則である無作為化、反復、局所管理のすべてを取り入れた実験デザインである。

## 検定精度
完全無作為化法と比較すると、乱塊法は誤差分散が小さくなるため検定精度が高くなる。しかし、乱塊法は誤差の自由度が低くなるため、一般的に誤差の自由度を10以上確保できる場面で乱塊法を選択する方が有利になると考えられる。